# Otto Binder
Otto Oscar Binder (26 de agosto de 1911-13 de octubre de 1974) fue un guionista de historietas de ciencia ficción y de no-ficción estadounidense. Es conocido por sus libretos para Captain Marvel Adventures y otras historias de la Familia Marvel de superhéroes. 

## Primeros años
Nacido en Bessemer, Míchigan, Otto Binder fue el menor de seis hijos en una familia de inmigrantes austríacos. En 1922, la familia se estableció en Chicago, Illinois, y Binder y su hermano Earl comenzaron a interesarse por la ciencia ficción, muy popular en ese momento. Los hermanos decidieron trabajar juntos y en 1930 vendieron su primera historia, "The First Martian", a Amazing Stories; en 1932 fue publicada con el seudónimo "Eando Binder" ("E" and "O" Binder, que significa "E y O Binder").
Ya que su trabajo como escritores no les producía suficientes ingresos como para vivir, Binder y su hermano tuvieron que trabajar en muchos otros lugares. Earl consiguió un empleo en una siderurgia que le consumió gran parte de su tiempo, por lo que Otto debió hacerse cargo de sus historias prácticamente solo, aunque conservó el seudónimo para sus obras de ciencia ficción durante el resto de su vida. En 1935, Otis Adelbert Kline contrató a Binder como agente literario a cargo de la oficina de Kline en Nueva York, aunque la escasez de empleo durante la Gran Depresión llevó la compañía a la quiebra dos años después. Sin embargo, Binder logró conseguir trabajos como agente con Mort Weisinger, editor de Thrilling Wonder Stories, y Ray Palmer, editor de Amazing; para este último creó la serie de Adam Link, un robot.

## Fawcett Comics y Capitán Marvel

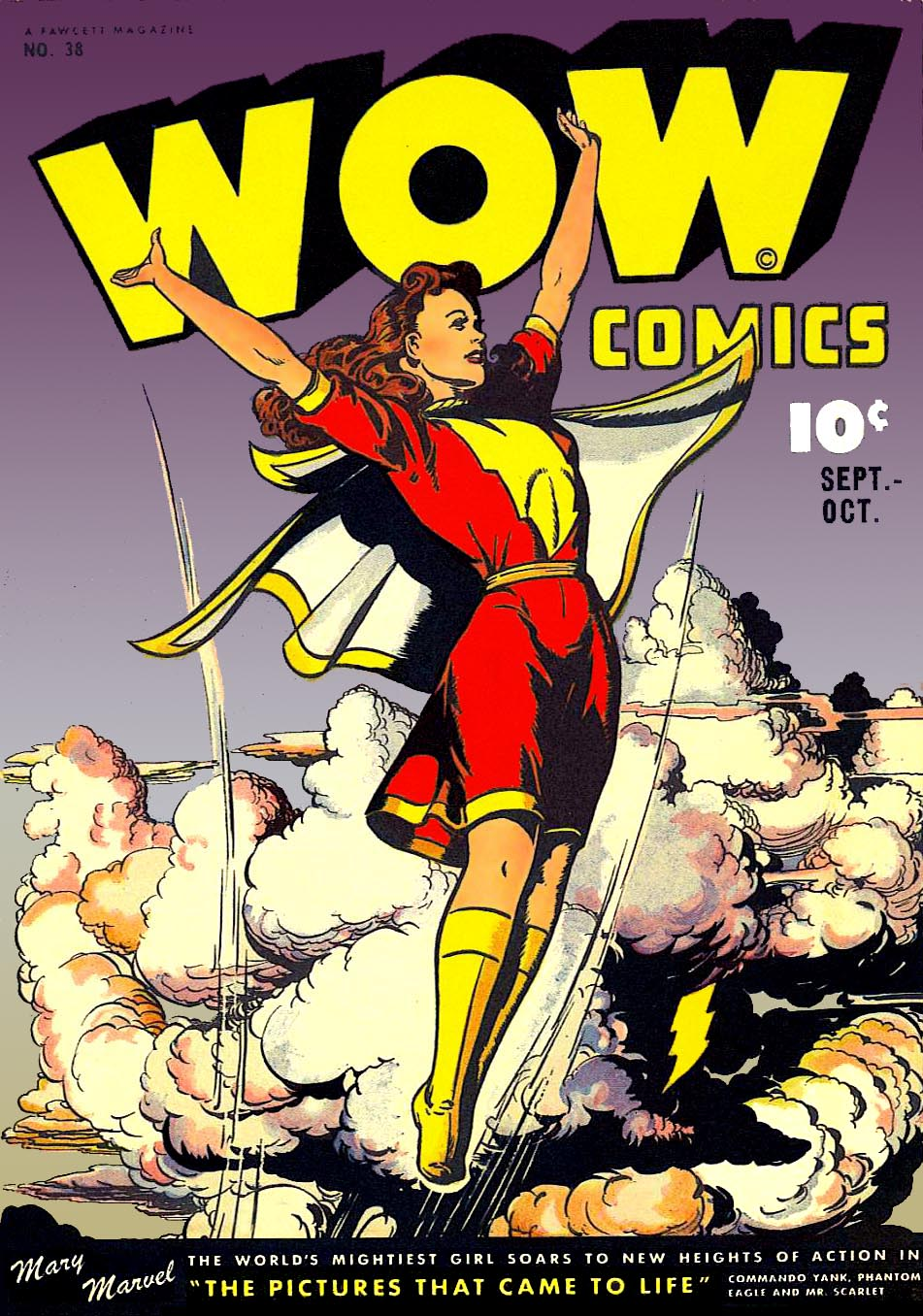
Mary Marvel, 1945.

Binder entró al mundo de las historietas en 1939 gracias a su hermano Jack, que era artista y trabajaba en Nueva York, en el estudio de Harry "A" Chesler, uno de los "cazatalentos" de la época que proveía de historias y trabajadores novatos a las editoriales. Al año siguiente, la editorial de revistas Fawcett Publications comenzó su línea Fawcett Comics, y Binder empezó a escribir las historias de personajes tales como el Capitán Venture, Flecha Verde, Bulletman y El Carim. Un año más tarde, el editor Ed Herron le encomendó a Binder la tarea de escribir las historias sobre el personaje más prominente de Fawcett, el superhéroe Capitán Marvel. Poco después cocreó al personaje de Mary Marvel y escribió spin-offs protagonizados por ella y por el Capitán Marvel Jr..
Binder trabajó en Fawcett desde 1941 a 1953, y durante estos años escribió "986 historias, de 1743, lo que es más de la mitad de la saga completa de la Familia Marvel", según el guionista y editor de comic books E. Nelson Bridwell. Durante este período, Binder cocreó con Marc Swayze y C. C. Beck personajes tales como Mary Marvel, el Tío Dudley, Mr. Tawky Tawny, Adán Negro y Mr. Mind, además de dos de los cuatro hijos del Dr. Sivana: los adolescentes malvados Thaddeus Sivana Jr. y Georgia.
Su primera obra sobre el Capitán Marvel fue la novela Return of the Scorpion, protagonizada por el villano de la serie de 1941 The Adventures of Captain Marvel. Su primera historieta del Capitán Marvel fue "Captain Marvel Saves the King", en el número nueve de Captain Marvel Adventures, publicado en abril de 1942. También escribió historietas sobre muchos otros personajes de Fawcett, además de varios textos de dos páginas con el único objetivo de llenar páginas para que pudieran publicarse. Su guion de Captain Marvel Adventures, escrito bajo el seudónimo "Eando", lo protagoniza el Teniente Jon Jarl de la Patrulla Espacial.

## Marvel y otras compañías
Binder dejó Fawcett cuando la compañía cerró su división de comic books en 1953, pero siguió trabajando en otras empresas. Para Timely Comics, la compañía que se convertiría en Marvel Comics, cocreó al Captain Wonder, a los Young Allies, a Tommy Tyme y a la superheroína Miss America, y escribió guiones para varias historias protagonizadas por el Capitán América, la Antorcha Humana, Namor, El Destructor, Whizzer y la All-Winners Squad.
Para Quality Comics, Binder cocreó Kid Eternity, y escribió guiones para los cómics Blackhawks, Doll Man, Uncle Sam y Black Condor. Para MLJ Comics (más tarde conocida como Archie Comics) compuso historias protagonizadas por Steel Sterling, Shield, Hangman y Black Hood. También trabajó para Gold Key Comics, donde cocreó a Mighty Samson y a otros personajes.

## Premios
En 2004, fue incluido en el Salón de la Fama del Comic Book de Will Eisner.

## Obras
- Lords of Creation (1949)
- Adam Link—Robot (1965)
- Anton York, Immortal (1965)
- Enslaved Brains (1965)
- The Avengers Battle the Earth-Wrecker (1967)
- What We Really Know about Flying Saucers (1967)